# Seleção Soviética de Polo Aquático Masculino
A Seleção Soviética de Polo Aquático Masculino representava a União Soviética em competições internacionais de polo aquático. Foi uma das maiores vencedoras do esporte enquanto atuava. Após a dissolução da União Soviética, foi sucedida pela seleção russa.

## Desempenho

### Jogos Olímpicos
- 1952 — 7º lugar[1]
- 1956 —   Bronze
- 1960 —   Prata
- 1964 —   Bronze
- 1968 —   Prata
- 1972 —  Ouro
- 1976 — 8º lugar
- 1980 —  Ouro
- 1984 — Boicote
- 1988 —   Bronze

### Campeonato Mundial
- 1973 –   Prata[1]
- 1975 –  Ouro
- 1978 – 4º lugar
- 1982 –  Ouro
- 1986 –   Bronze
- 1991 – 7º lugar

### Copa do Mundo
- 1979 – 4º lugar[1]
- 1981 –  Ouro
- 1983 –  Ouro
- 1985 – Não competiu
- 1987 –   Prata
- 1989 – 6º lugar
- 1991 – 5º lugar

## Ligações Externas
- «Sítio oficial» (em inglês)